# فرودگاه منطقه‌ای شهرستان باتلر
فرودگاه منطقه‌ای باتلر کانتی (به انگلیسی: Butler County Regional Airport) (به زبان بومی: Hogan Field) یک فرودگاه همگانی بهره‌برداری هوایی با کد یاتا HAO است که یک باند فرود آسفالت دارد. این فرودگاه در شهر همیلتون، اوهایو کشور ایالات متحده آمریکا قرار دارد .